# Kenmore (MBTA-Station)
Kenmore ist der Name einer unterirdischen Light-rail-Station der Massachusetts Bay Transportation Authority (MBTA) am namensgebenden Kenmore Square in Boston im Bundesstaat Massachusetts der Vereinigten Staaten. Sie bietet an der Kreuzung der Straßen Commonwealth Avenue, Beacon Street und Brookline Avenue Zugang zu den Zweigen B, C und D der U-Straßenbahn Green Line. Sie ist – abhängig von der Fahrtrichtung – die letzte bzw. erste gemeinsame Station der drei Zweige. Die Green Line E vereint sich erst an der Station Copley mit der Hauptstrecke.

## Geschichte
Die Station Kenmore wurde am 23. Oktober 1932 eröffnet. Von Beginn an wurde sie von den Zweigen B und C angefahren. 1959 fuhr die erste Bahn des Zweigs D die Station an, und bis zu ihrer Einstellung im Jahr 1969 teilte sich die Green Line A die Gleise der Station mit dem Zweig B.
Im Jahr 1996 wurde die Station aufgrund des Hochwasser führenden Muddy Rivers vollständig überflutet. Der Vorfall war erst der zweite seiner Art nach 1962 und wurde als schwerwiegender eingestuft.

## Bahnanlagen

### Gleis-, Signal- und Sicherungsanlagen
Der U-Bahnhof verfügt über vier Gleise, die über zwei Mittelbahnsteige zugänglich sind. Die stadteinwärts fahrenden Züge der Zweige C und D halten an den äußeren Gleisen, die Züge des B-Zweigs nutzen die inneren Gleise. Der nördliche Bahnsteig bietet Zugang an stadtauswärts fahrende Züge aller Zweige, während der südliche alle stadteinwärts fahrenden bedient. In westlicher Richtung befindet sich gleich hinter der Station ein Überwerfungsbauwerk für den weiteren Verlauf des B-Zweigs. Die Zweige C und D splitten sich etwas später an einer Kreuzung ab.

### DerKenmore-Loop

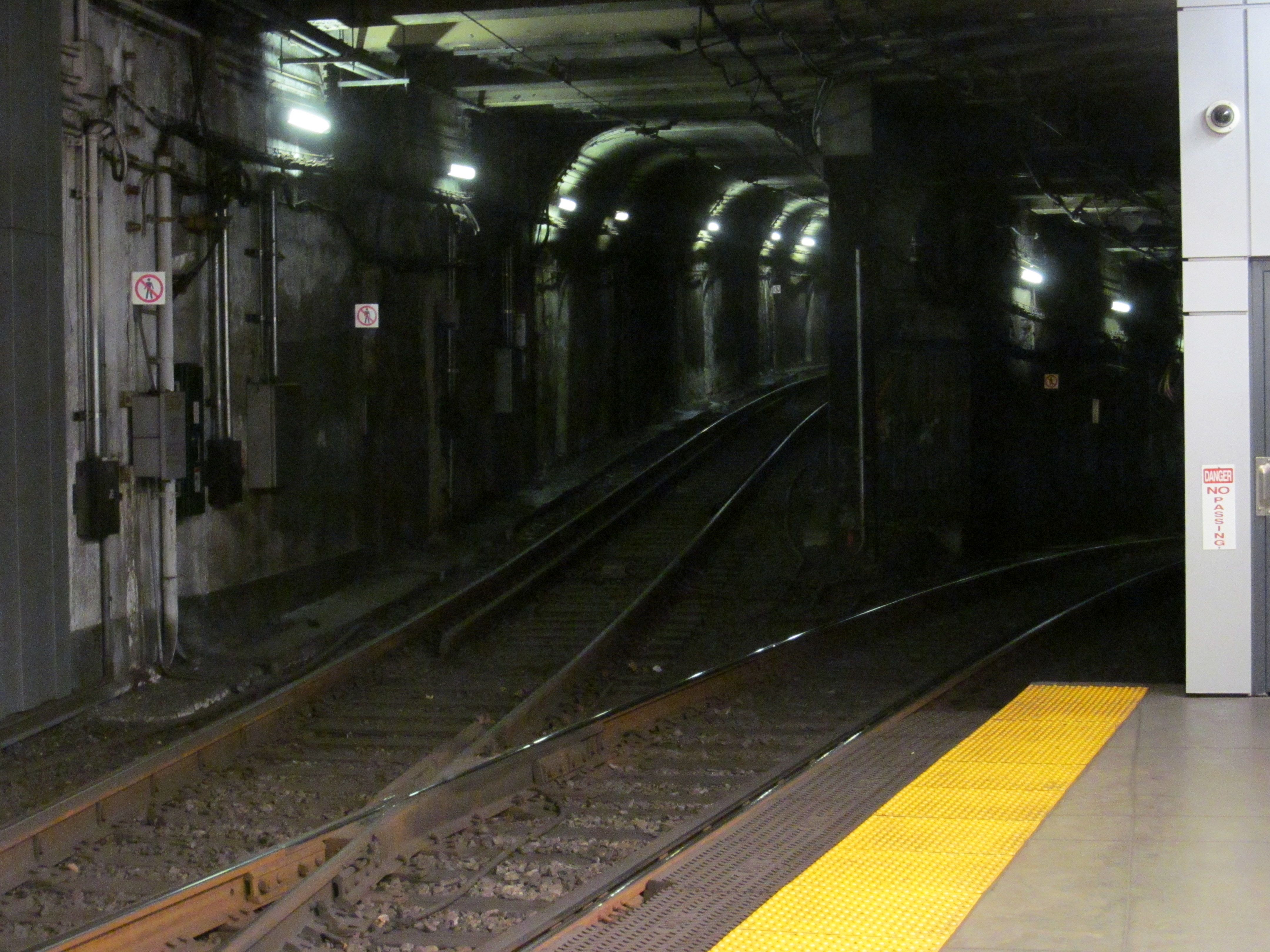
Einfahrt in den Kenmore-Loop

Eine Wendeschleife, die offiziell als Kenmore-Loop (engl. Kenmore Loop) bezeichnet wird, verbindet die Gleise der Zweige C und D miteinander und erlaubt einen Wechsel der Fahrtrichtung, ohne den U-Bahn-Tunnel nutzen zu müssen. Da die Green Line B in eine vollwertige U-Bahn umgewandelt werden sollte, war der Kenmore-Loop ursprünglich für einen Fahrtrichtungswechsel der Fahrzeuge der Green Line C vorgesehen, die nicht in den Tremont Street Subway weiterfahren sollte. Die Pläne wurden jedoch sämtlich verworfen, so dass die Schleife heute vorwiegend in der Nacht zum Abstellen von Fahrzeugen genutzt wird.

### Gebäude
Der U-Bahnhof befindet sich an der Adresse 500 Commonwealth Avenue direkt am Kenmore Square und ist vollständig barrierefrei zugänglich.

## Umfeld
An der Station besteht eine Anbindung an fünf Buslinien der MBTA, zusätzlich stehen 8 Abstellplätze für Fahrräder zur Verfügung. In der näheren Umgebung befindet sich das Baseball-Stadion Fenway Park.